# ランウェイ☆ビート
『ランウェイ☆ビート』は、原田マハ（maha名義）による日本のケータイ小説。及び、それを原作とした映画。

## 概要
無料「デコメール」サイト『デコとも』にて連載されたケータイ小説。
2008年には単行本化され、のちにWebコミックにもなった。
2011年3月19日には実写映画が公開。主人公の美糸を演じるのは瀬戸康史。監督は大谷健太郎、脚本は高橋泉、配給は松竹。
書籍情報
- 単行本：2008年1月発行、ISBN 9784796662130

## 登場人物
溝呂木 美糸（みぞろぎ びいと） - 瀬戸康史
15歳。青々山学園1年生。身長150cm、体重45㎏。ニックネームは「ビート」。小さな体に大きなパワーを秘めた転校生。おしゃれが大好きで裁縫が得意。高校生とは思えないデザイン力、カッコいい服を次々と生み出すモードの天才。好きな言葉は「ポテンシャル」。メガネをしているが、Webコミックではしていない。
塚本 芽衣（つかもと めい） - 桜庭ななみ
15歳。青々山学園1年生。ビートのクラスメイト。ひかえめで大人しい性格だが芯は強く、キレイな心の持ち主。ある日突然やってきた、おしゃれで不思議な転校生・ビートに片想い中。そんなビートの影響で「おしゃれ」も猛特訓中。
立花 美姫（たちばな みき） - 桐谷美玲
15歳。青々山学園1年生。ビートのクラスメイト。雑誌で大活躍中の超人気のモデル、通称「ミキティ」。「男はみんな私にひれ伏すのよ！」と、いつも超女王様気取りだったがある日突然恋に落ち、まるで別人のようになる。
犬田 悟（いぬだ さとる） - 田中圭
15歳。青々山学園1年生。ビートのクラスメイト。通称「ワンダ」。超イケてない、いつもいじめられている少年で、特に美姫には目のカタキにされている。ほぼ家来状態だが、美姫にあこがれるワンダは必死で命令にこたえる毎日。ところがある日、ビートの魔法で大変身を遂げる。
秋川 杏奈（あきかわ あんな） - IMALU
15歳。青々山学園1年生。芽衣の親友。クラスのカワイイ女子ランキング2位で、ちょいワル女子を気取っているが本当は前向きで純粋な性格。芽衣のよき相談相手。
溝呂木 善服（みぞろぎ ぜんぷく） - 中村敦夫
70歳。ビートの祖父。山梨県甲府市で小さな洋装店を営んでいる。経営は苦しいが自分の納得いく服だけを作り続ける、ガンコ一徹の服職人。ビートの服作りをいつも見守ってくれる師匠でもある。
溝呂木 羅糸（みぞろぎ らいと） - 田辺誠一
40歳。スタイル・ジャパン社の企画部長でビートの父。若い頃に父・善服とケンカ別れし現在にいたる。アパレル大手のスタイルジャパンで夢の服作りに挑戦してきたが、経営が悪化し苦戦中。

## 映画
『ランウェイ☆ビート』（Runway Beat）は、原田マハの小説を原作としたファッション×青春のサクセス映画。監督は大谷健太郎。主演は瀬戸康史。IMALUは本作が映画初出演作品となる。一部3D上映となっており、クライマックスのファッションショーのシーンが3D映像となっている。
キャッチコピーは「信じていれば、必ず変われる。」。
前売券特典として特製トートバッグがプレゼントされた。
2011年2月26日には神戸ワールド記念ホールで行われたファッションショー『神戸コレクション2011 SPRING/SUMMER』で出演者が衣装を着てゲスト出演した。テレビ特番『ランウェイ☆ビート 邦画初!ファッション映画の魅力に迫る!』が放送予定であったが、東北地方太平洋沖地震の報道特番により放送中止となった。同様に試写会や大ヒット祈願イベントも開催中止となっている。スポットCMもテレビCM自粛のため、全く放送されなかった。また、震災のため関東以北の映画館は閉鎖、上映可能な映画館も節電のため上映回数が大幅に制限された。

### ストーリー
塚本芽衣のクラスに転入してきたのは、宮本きららの転院に合わせ上京してきた転校生、溝呂木美糸だった。彼はモードが大好きで、超人気モデルの立花美姫からいじめを受けていたパソコンおたくの犬田悟に、クラス一カッコイイ男にすることを宣言し、見違えるようなイケメン男に変貌させた。これが元になり彼が中心となって文化祭のファッションショーの準備に盛り上がっていくのだが…。

### キャスト
- 溝呂木美糸（ビート） - 瀬戸康史
- 塚本芽衣（メイ） - 桜庭ななみ
- 立花美姫（ミキティ） - 桐谷美玲
- 秋川杏奈（アンナ） - IMALU
- 犬田悟（ワンダ） - 田中圭
- 郷田豪介 - 加治将樹
- 清水圭子（学級委員長） - 小島藤子
- 宮本きらら - 水野絵梨奈
- 西岡徳馬
- いとうまい子
- 七瀬なつみ
- 菅田俊
- つみきみほ
- 手塚とおる
- 風間トオル
- 木下彩
- 南水面 - 吉瀬美智子
- 立花江美（ミキの母） - RIKACO
- 溝呂木将人（ビートの祖父） - 中村敦夫（特別出演）
- 溝呂木隼人（ビートの父） - 田辺誠一

### スタッフ
- エグゼクティブプロデューサー - 間瀬泰宏
- 企画 - 劔重徹
- プロデューサー - 齋藤寛朗
- 監督 - 大谷健太郎
- 原作 - 原田マハ（『ランウェイ☆ビート』宝島社刊）
- 脚本 - 高橋泉
- 撮影 - 福本淳
- 美術 - 橋本創
- 編集 - 今井剛
- 音楽 - 上田禎
- 音楽プロデューサー - 安井輝
- VFXプロデューサー - 中村明博
- スクリプター - 田口良子
- 照明 - 赤津淳一
- 美術監修 - 林田裕至
- 録音 - 浦田和治
- 助監督 - 佐伯竜一
- 配給 - 松竹
- 制作プロダクション - ディーライツ
- 製作 - 「ランウェイ☆ビート」製作委員会（TBSテレビ、myfa連合、毎日放送、ディーライツ、中部日本放送、松竹、RKB毎日放送、博報堂DYメディアパートナーズ、朝日新聞社、アミューズソフトエンタテインメント、TBSラジオ&コミュニケーションズ、ローソン）

### 主題歌
主題歌「ランウェイ☆ビート」ファンキーモンキーベイビーズ
2011年2月7日付のデイリーランキングで1位を獲得。カップリング曲の『サヨナラの向こう側』は『ズームイン!!SUPER』の最後のテーマソングとなった。
挿入歌「ONLY ONE」BENI

### ソフト化
2011年9月2日発売。発売元はTBSテレビ、販売元はアミューズソフトエンタテインメント。
- ランウェイ☆ビート ［3D］Blu-rayオートクチュール版（本編Blu-ray 3D+特典DVDの2枚組）
  - ディスク1：本編 Blu-ray 3D
    - 本編：3D版本編を収録・2D再生にも対応
    - 映像特典
      - 特報・劇場予告編・TVスポット集

  - ディスク2：特典DVD
    - メイキング〜邦画初のファッション映画ができるまで
    - 大谷健太郎監督 若手キャストと映画の魅力を語る
    - ワイワイ☆若手キャスト7名による座談会
    - ファンキーモンキーベイビーズ スペシャルコメント
    - ドラマチック☆秘蔵未公開シーン集
    - 主演・瀬戸康史インタビュー
    - 完成披露試写会
    - ランウェイ☆ビート×神戸コレクション

  - 封入特典
    - ブックレット

  - 特製アウターケース付き
- ランウェイ☆ビート DVDプレタポルテ版（2枚組）
  - ディスク1：本編DVD
    - 本編：2D版本編を収録
    - 映像特典：［3D］Blu-rayオートクチュール版と同様

  - ディスク2：特典DVD（［3D］Blu-rayオートクチュール版と同様）
  - 封入特典：［3D］Blu-rayオートクチュール版と同様
  - 特製アウターケース付き
- ランウェイ☆ビート DVDスタンダード版（1枚組）
  - 本編：2D版本編を収録
  - 映像特典：［3D］Blu-rayオートクチュール版、DVDプレタポルテ版本編ディスクと同様